# Mi-gyeong Lee
Lee Mim-gyeong (nascida em 8 de Abril de 1958, no Michigan, nos Estados Unidos) é uma empresária e produtora de cinema estadunidense que trabalha na Coreia do Sul. Ela é vice-presidenta do CJ Group e é conhecida também como Miki Lee.

## Biografia
Miki Lee graduou-se na Universidade Nacional de Seul, capital da Coreia do Sul, em 1981. Mais tarde, quando estudava na Escola de Pós-graduação da Universidade de Harvard, nos Estados Unidos, percebeu que havia preconceitos sobre Coreia do Sul e decidiu trabalhar para promover um melhor conhecimento da cultura coreana para os estrangeiros.
Em 1995, Miki Lee uniu-se à empresa CheilJedang (atualmente CJ Group). No mesmo ano, CheilJedang negociou com sucesso um investimento com uma empresa cinematográfica, a DreamWorks (de Hollywood, Estados Unidos), para adquirir os direitos de distribuição na Ásia e construir a base do negócio de conteúdo.
Miki Lee ampliou o campo da produção, inversão e distribuição cinematográfica participante ativamente na gestão de CJ E&M. Além do sucesso do programa de audições "Superstar K" no canal de música Mnet, também promoveu o festival de cultura Ona coreana "KCON".
Em 2006, Miki Lee ganhou o World Women's Award for Management.
Ela também participou em filmes da CJ Entertaintment como Madeo, Snowpiercer, Parasitas, Sou um cyborg e A criada, entre outros.

## Prêmios
- 1997: 100 líderes da próxima geração, do Fórum Econômico Mundial de Davos.[9]
- 2005-2015: 30 Líderes de Poder da Cultura Popular.[9]
- 2006: Prêmios pelas Mulheres do Mundo.[9]
- 2007: Prêmio da Associação Empresarial de Coreia.[10]
- 2012: 50 mulheres de negócios mais poderosas da Ásia, da Forbes.[11]
- 2014: 50 mulheres de negócios mais poderosas da Ásia, da Forbes.[12]
- 2018: "Women Entrepreneurs Finance Initiative Leadership Group", do Banco Mundial.[13]
- 2022: 100 mulheres mais inspiradoras do mundo, da BBC.[14]